# حركة قومية أيرلندية
الحركة القومية الأيرلندية، حركة سياسية قومية تشدد على أن الشعب الأيرلندي يشكّل أمة واحدة، وتتبنى فكرة إقامة دولة قومية أيرلندية ذات سيادة على جزيرة أيرلندا. تحتفي القومية الأيرلندية بالثقافة الأيرلندية، وعلى وجه الخصوص باللغة الأيرلندية والأدب والموسيقى والرياضة الوطنية. تنامى زخم الحركة القومية الأيرلندية خلال الحقبة التي خضعت فيها أيرلندا بكاملها للمملكة المتحدة، ما أدى إلى انفصال معظم الجزيرة الأيرلندية عن المملكة المتحدة في العام 1921.
يؤكد القوميون الأيرلنديون على أن الحكم الأجنبي لطالما شكّل عقبة في طريق المصالح القومية للشعب الأيرلندي. من ناحية سياسية، مهدت الحركة القومية الأيرلندية الطريق لظهور العديد من الفصائل المختلفة التي أسهمت في خلق الصراع، الذي عادة ما اتخذ منحى عنيفًا في جميع أرجاء الجزيرة. يجدر بالذكر أن عامل الانقسام الرئيسي المؤثر في القومية في أيرلندا ذو طابع ديني. غالبية أهل الجزيرة هم من الروم الكاثوليك، ويمثّلون القسم الذي انفصل عن المملكة المتحدة، في حين أن الغالبية في الجزء الشمالي من الجزيرة هم من البروتستانت الذين صوّتوا على البقاء ضمن المملكة المتحدة. منذ تقسيم أيرلندا، أصبح مصطلح الحركة القومية الأيرلندية يُشير إلى المناداة بتوحيد أيرلندا.

## تاريخ

### التطورات المبكرة
بشكل عام، يُعزى نشوء الحركة القومية الأيرلندية إلى إحياء عصر النهضة لمفهوم بلد الآباء والأجداد patria والصراع الديني بين عقيدتيّ الإصلاح البروتستانتي والإصلاح المضاد الكاثوليكي. في هذا الوقت المبكر في القرن السادس عشر، مثّلت القومية الأيرلندية مثالًا أعلى للتلاحم الأيرلندي الغالي والنورماني في سبيل قضية مشتركة، تحت لواء الكاثوليكية والهوية المدنية الأيرلندية («العقيدة وبلد المنشأ»)، أملًا في الحفاظ على بلادهم ومصالحهم القومية من القوى الأنجلو أيرلندية البروتستانتية التي تدعمها إنجلترا. سعت هذه الرؤية القومية إلى ردم الهوة العرقية القائمة بين الشعب الغالي (الأيرلنديين الأصليين) والغايل (النورمانيين) وقد تركت بصمتها على الحياة الأيرلندية منذ القرن الثاني عشر.
زوّدت البروتستانتية في إنجلترا غزو أسرة تيودور الملكية لأيرلندا في القرن السادس عشر بمكوّن ديني جديد، في حين بقي العديد من الأيرلنديين الأصليين (الغال) والنورمان الأيرلنديين (الهيبيرنو نورمان) على العقيدة الكاثوليكية. جرّدت حركة الاستيطان الأيرلندية العديد من ملّاك الأراضي الأصليين الكاثوليك من مزارعهم ومنحتها للمستوطنين البروتستانت من إنجلترا واسكتلندا. علاوة على ذلك، فقد شهد استيطان أولتسر -الذي بدأ في العام 1609- «غرس» نسبة معتبرة من المستوطنين الإنجليز والاسكتلنديين البروستانت في الشمال الأيرلندي. 
خاض الأرستقراطيون الأيرلنديون العديد من الحملات ضد الوجود الإنجليزي. المثال الأشهر على ذلك هو التمرد الذي أشعله هيو أونيل والذي يُعرف أيضًا باسم حرب التسع سنوات من 1594 – 1603، الذي هدف إلى طرد الإنجليز وجعل أيرلندا حامية إسبانية.
ظهرت حركة أكثر أهمية في الأربعينيات من القرن السابع عشر، بعد التمرد الأيرلندي في العام 1641، عندما أسس تحالف من الكاثوليك الأيرلنديين الأصليين والنورمان دولة أيرلندية مستقلة بحكم الأمر الواقع لخوض حرب الممالك الثلاث (راجع الحلف الأيرلندي الكاثوليكي). شدد الحلف الأيرلندي الكاثوليكي -الذي يُعرف أيضًا باسم حلف كيلكيني- على فكرة أن أيرلندا مملكة مستقلة عن إنجلترا، رغم أنها تحت حكم نفس الملك. طالب الحلف باستقلالية البرلمان الأيرلندي، ومنح الحقوق الكاملة للكاثوليك، وإنهاء عملية مصادرة أراضيهم. أنهى احتلال كرومويل لأيرلندا قضية الحلف الأيرلندي الكاثوليكي ونجم عنه المصادرة الدائمة لجميع ممتلكات طبقة ملاك الأراضي الكاثوليك.
ظهرت حركة أيرلندية ملكية كاثوليكية مماثلة في ثمانينيات القرن السابع عشر وتسعينياته، عندما ناصر اليعاقبة الكاثوليك الملك جيمس الثاني بعد خلعه عن عرش إنجلترا عبر ما تُعرف باسم الثورة المجيدة في الأعوام 1688 – 1689. طالب اليعاقبة بحصول الكاثوليك الأيرلنديين على أغلبية المقاعد في البرلمان الأيرلندي، واسترداد الأراضي الكاثوليكية المصادرة، وإعادة تنصيب الحاكم العام لأيرلندا المولود في أيرلندا. على غرار ما فعله الاتحاديون في أربعينيات القرن السابع عشر، حرص اليعاقبة على تمثيل «الأمة الأيرلندية»، ولم يكونوا انفصاليين، وبشكل عام مثلوا مصالح طبقة ملّاك الأراضي لت سائر الشعب الأيرلندي. وآل بهم الحال كسابقيهم الاتحاديين إلى الهزيمة في الحرب الوليمية في أيرلندا (1689 – 1691). بعد ذلك، سيطرت البروتسانتية المهيمنة الإنجليزية على الحكومة الأيرلندية وملكية الأراضي. ميزت قوانين العقوبات بشكل صارخ ضد مَن هم غير أنجليكان. (راجع تاريخ أيرلندا 1536 – 1691).
تبلور هذا التلازم بين الهويتين الدينية والعرقية، بشكل رئيسي الكاثوليكية والغالية، والإدراك الواعي بعملية مصادرة الحقوق والهزيمة على يدي القوات البريطانية والبروتستانتية تبلور ذلك كله كسماتٍ راسخة للقومية الإيرلندية. مع ذلك، فالحركات الكاثوليكية الأيرلندية في القرن السادس عشر قادتها بلا استثاء فئة قليلة من نخب رجال الكنيسة وملّاك الأراضي. تتبع البروفيسور كيفين ويلان ظهور الهوية الكاثوليكية المعاصرة التي تشكّلت بين الأعوام 1760 – 1830. من جهة أخرى، يزعم المؤرخ الأيرلندي مارك كابال، بأن «بواكير القومية الأيرلندية المعاصرة» بدأت تترسخ بعد هروب الإيرلات (1607)، ونهضت على مفاهيم «عدم جواز فصل الوحدة الثقافية الغالية عن السيادة الإقليمية، وترابط الهوية الغالية بالعقيدة الكاثوليكية». 

### بواكير القومية

#### حقبة ما قبل الاتحاد
في القرن الثامن عشر، تكررت دعوات البرلمان الأيرلندي البروتستانتي الخالص إلى منح استقلالية أكبر عن البرلمان البريطاني، ودعا بشكل خاص إلى إلغاء قانون بوينينغ، الذي نصّ على إعطاء البرلمان البريطاني حقّ التشريع في أيرلندا. لقيت هذه الدعوات مناصرة تمثلت في المشاعر الشعبية التي أذكتها المنشورات المختلفة بقلم وليام مولينو التي كتبها عن الاستقلال الدستوري الأيرلندي، وترسخ هذا لاحقًا عبر إدماج الأديب جوناثان سويفت لهذه الأفكار في سلسلة رسائل درابير.
أسس البرلمانيون -الذين طالبوا بالمزيد من الحكم الذاتي- الحزب الوطني الأيرلندي، بقيادة هنري غراتان، الذي حقق استقلالًا تشريعيًا بارزًا في الأعوام 1782 – 1783. في تسعينيات القرن الثامن عشر، أطلق غراتان والعناصر الراديكالية في حزب «الأحرار الأيرلندي» حملة للمطالبة بالمساواة السياسية للكاثوليك وإصلاح الحقوق الانتخابية. أراد غراتان الإبقاء على العلاقات المفيدة ببريطانيا، ولخّص تعليقه التالي سياسته تلك على نحو ممتاز: «تَحُول القناة [البحر الأيرلندي] دون إقامة الاتحاد؛ في حين أن المحيط يحُول دون حدوث الانفصال».
اشتُهرت حركة غراتان بطبيعتها الجامعة والقومية، إذ كان العديد من منتسبيها من الأقلية الأنجلو إيرلندية. وكان العديد من القوميين الآخرين -على سبيل المثال ساميول نيلسون وولف تون وروبرت إميت- أيضًا من عائلات المستوطنين التي استقرت في أيرلندا منذ العام 1600. ابتداءً بغراتان في سبعينيات القرن السابع عشر حتى بارنيل في العام 1890، فقد كان جميع قادة حركة انفصال إيرلندا تقريبًا من القوميين البروتستانت.
بدأت الحركة القومية الأيرلندية الحديثة ذات التطلعات الديمقراطية في تسعينيات القرن الثامن عشر مع تأسيس جمعية الأيرلنديين المتحدين. سعت هذه الجمعية إلى إنهاء التمييز ضد الكاثوليك وأتباع الكنيسة المشيخية وإقامة جمهورية إيرلندية مستقلة. كان معظم قادة الجمعية من الكاثوليك وأتباع الكنيسة المشيخية، مسترشدين بالثورة الفرنسية، إذ نادوا بمجتمع خالٍ من الانقسامات الطائفية، التي علّلوا وجودها واستمرارها بسبب الهيمنة البريطانية على البلاد. دعمت الجمهورية الفرنسية جمعية الأيرلنديين المتحدين، بسبب عداوتها  للكرسي الرسولي آنذاك. قادت جميعة الأيرلنديين المتحدين الثورة الأيرلندية في العام 1798، التي قُمعت بوحشية سفكت فيها الكثير من الدماء. نتيجة لذلك، صوّت البرلمان الأيرلندي على حلّ نفسه في قانون الاتحاد للعام 1800 – 1801، وبعد ذلك شغل النواب الأيرلنديون مقاعد برلمانية في لندن.